# Сухой Избалык
Сухой Избалык — балка с временным водотоком в Павловском районе Ульяновской области России. Правый приток реки Избалык.

## География
Начинается у посёлка Павловка, течёт на восток. Устье находится в 31 км по правому берегу реки Избалык. Длина составляет 14 км. Притоки: Третий Избалык, Средний Избалык, Жилой Дол.

## Данные водного реестра
По данным государственного водного реестра России относится к Нижневолжскому бассейновому округу, водохозяйственный участок реки — Терешка от истока и до устья. Речной бассейн реки — Волга от верховий Куйбышевского вдхр. до впадения в Каспий.
Код объекта в государственном водном реестре — 11010001912112100010455.